# Nhà máy điện Rybnik
Nhà máy điện Rybnik là nhà máy điện than cứng tại Rybnik ở Ba Lan. Nhà máy điện được xây dựng vào những năm 1970. Nó đã cài đặt công suất phát điện là 1.775 MW. Sản lượng điện trung bình hàng năm lên tới 9 TWh. Nhà máy điện Rybnik có hai tháp giải nhiệt cao 120 mét (390 ft) và hai ống khói lớn, một với chiều cao 260 mét (850 ft) và một cái khác có chiều cao 300 mét (980 ft).
Nhà máy điện than này nằm ở ngoại ô thành phố Rybnik ở Upper Silesia (Silesian Voivodeship), khu vực công nghiệp hóa phát triển nhất của Ba Lan. Hầu hết các mỏ than cứng và phần lớn các nhà máy điện than cứng được đặt ở đây. Đây là nhà máy điện lớn nhất ở khu vực cao nguyên Silesia.

## Lịch sử
Tám đơn vị phát điện của Nhà máy điện Rybnik được đưa vào vận hành năm 1972-1978. Năm 1989, Nhà máy điện Rybnik được tách ra khỏi Khu vực Điện lực phía Nam và một công ty nhà nước riêng biệt Elektrownia Rybnik được thành lập. Năm 2001, công ty được tư nhân hóa thành Électricité de France và EnBW Energie Baden-Wurmern.

## Dữ liệu kỹ thuật
- công suất: 1775 MW (7% công suất lắp đặt tại Ba Lan)
- sản xuất năng lượng hàng năm: 9436135 MWh
- 8 tổ máy có công suất 225 MW, mỗi tổ máy hoạt động bằng than đá với mức tiêu thụ hàng năm lên tới 4-4,5 triệu tấn.

## Phát triển
Nhà máy điện Rybnik đã lên kế hoạch xây dựng một tổ máy mới với công suất 910MW. Đơn vị này dự kiến sẽ bắt đầu hoạt động vào năm 2018 và dự kiến sẽ tạo ra tới 8% năng lượng từ việc đốt than cứng với sinh khối. Tuy nhiên, kể từ ngày 19 tháng 12 năm 2012, dự án bị đình chỉ. EdF tuyên bố các lý do cho việc đình chỉ dự án là:
1. quyết định của Ủy ban châu Âu không cho phép đơn vị đốt than Rybnik mới được đưa vào Kế hoạch đầu tư quốc gia của Cộng hòa Ba Lan dẫn đến việc EdF không thể bồi thường thông qua việc đầu tư vào đơn vị than cứng này cho các khoản phụ cấp do phát thải CO2  theo Điều 10c của chỉ thị ETS EU,
2. dự kiến giảm hỗ trợ cho việc đốt than và sinh khối trong dự thảo gần đây nhất của đạo luật năng lượng tái tạo được đề xuất của Ba Lan,
3. triển vọng kinh tế tối tăm và nhu cầu năng lượng giảm so với dự báo 2008-2009, theo kế hoạch kinh doanh đầu tư của EdF Rybnik.

Đơn vị mới ở Rybnik sẽ sản xuất khoảng 4,7 triệu tấn CO2 mỗi năm và sẽ tiêu tốn 1,8 tỷ EUR. EdF đã lên kế hoạch trang trải khoản phí này từ vốn tự có của tập đoàn. Tuy nhiên, sự gia tăng chi phí do Sự cố nhà máy điện Fukushima vào năm 2011 và suy thoái kinh tế, không còn chắc chắn liệu EdF có thể đầu tư 1,8 tỷ EUR mà không cần nhờ đến thị trường tài chính hay không. Đấu thầu cung cấp nồi hơi và phòng tua-bin cho đơn vị mới ở Rybnik đã được công ty Alstom thắng thầu với  định giá 900 triệu euro.

## Hiệu ứng xã hội

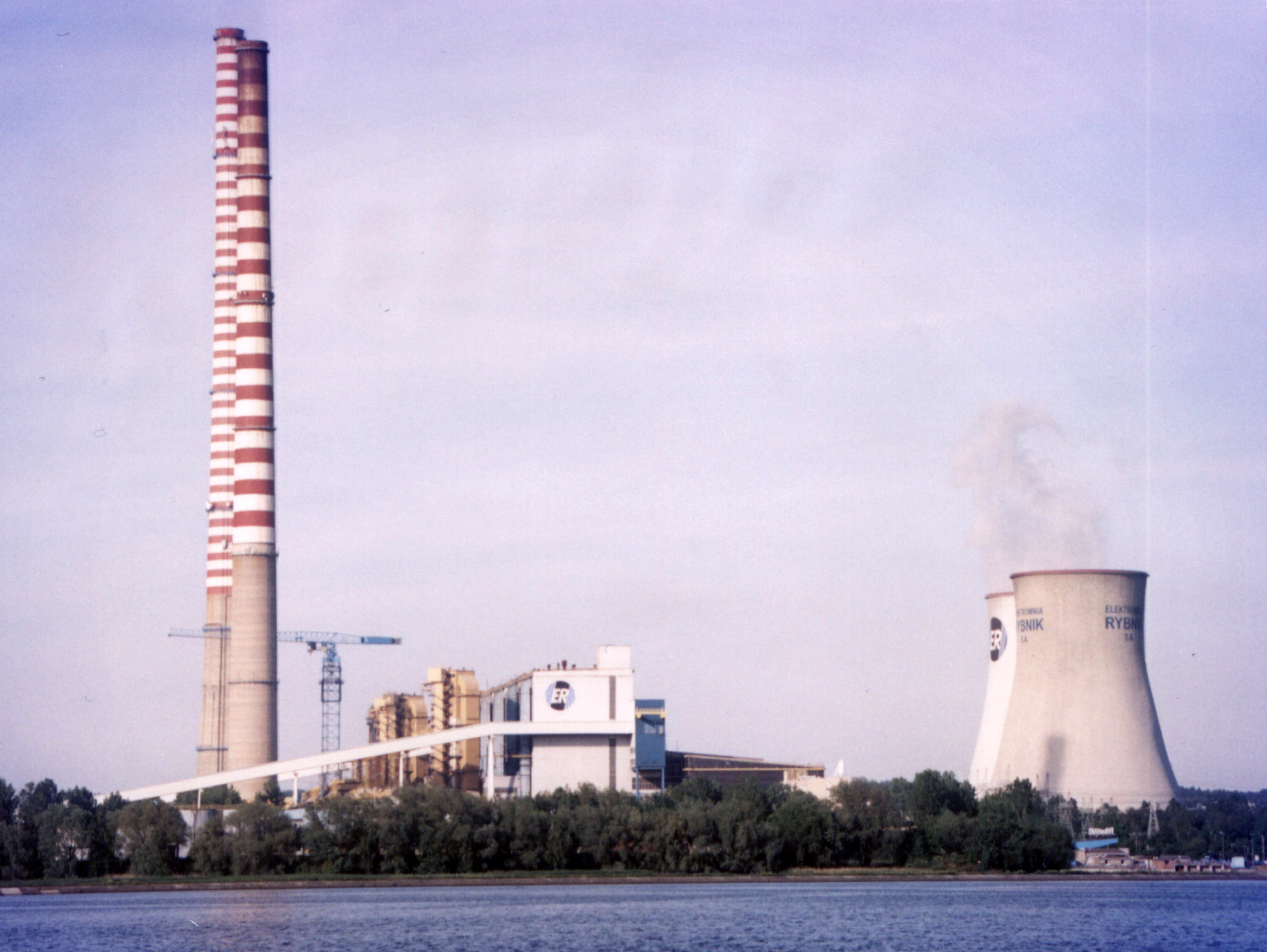
Nhà máy điện Rybnik, 2005

Một trong những vấn đề chính của công dân sống trong khu vực đầu tư là chất lượng không khí tồi tệ của khu vực Silesia nói chung và thành phố Rybnik nói riêng. Vào ngày 21 tháng 11 năm 2011, Ủy ban Châu Âu đã kiện Ba Lan lên Tòa án Công lý Châu Âu vì thiếu tiến bộ trong việc chuyển đổi Chỉ thị Chất lượng không khí xung quanh và Chất lượng không khí sạch hơn cho Châu Âu (CAFE) (2008/50 / EC), cái mà nên được thực hiện ở Ba Lan trước ngày 11 tháng 6 năm 2010. Lệnh này đặc biệt yêu cầu mức bụi không khí PM10 (hạt bụi lớn hơn) không vượt quá 50 miligam / m³ hơn 35 lần một năm. Tuy nhiên, mức PM10 này bị vi phạm với tần suất cao hơn nhiều ở hầu hết các khu vực đô thị Ba Lan bao gồm Rybnik và Jaworzno ở khu vực Silesia. Gần đây, một nhóm cư dân của Rybnik đã đưa nhà nước Ba Lan ra tòa vì chất lượng không khí tồi tệ và thiếu kế hoạch rõ ràng để cải thiện tình hình trong tương lai. Các ảnh hưởng sức khỏe người dân địa phương từ khai thác than, vận chuyển và đốt cũng là một mối quan tâm đáng kể và các cộng đồng sống gần các hoạt động này đang gặp phải các tác động xã hội bất lợi, như mất tiện nghi, di dời nơi ở và mất vốn xã hội cũng như phải đối mặt tăng nguy cơ mắc bệnh hô hấp, bệnh tim và ung thư phổi.

## Hiệu ứng môi trường
Đốt than là một trong những cách sản xuất năng lượng gây ô nhiễm nhất và phổ biến nhất, dẫn đầu là Trung Quốc và Hoa Kỳ.Lượng điện do đốt than của Trung Quốc là 68,7% vào năm 2006 và 49% ở Mỹ. Nó gây ra những thay đổi đáng kể đối với chất lượng không khí thông qua phát thải các chất độc hại như SO2, NOx, các hạt bụi nhỏ và lớn (PM10 và PM2.5) và các kim loại nặng như thủy ngân và cadmium. Đốt than cũng là nguồn đóng góp lớn nhất cho khí thải GHG trên toàn thế giới và do đó ảnh hưởng đến khí hậu của khu vực và hành tinh. Khai thác than và đốt than cũng gây ra tình trạng thiếu nước nghiêm trọng và ô nhiễm, cả bằng cách điều chỉnh dòng chảy dưới mặt đất và dưới mặt đất lẫn xả nước thải ảnh hưởng đến hệ động thực vật sông và biển. Vùng Silesia cũng như chính thành phố Rybnik đang phải vật lộn với điều kiện không khí tồi tệ.